# Albert Kümmel-Schnur
Albert Kümmel-Schnur (* 1969) ist ein deutscher Kultur-, Medien- und Literaturwissenschaftler.

## Leben
Kümmel-Schnur wuchs in Nordrhein-Westfalen auf. Er machte 1988 das Abitur am König-Wilhelm-Gymnasium in Höxter, studierte Neuere Deutsche Literaturwissenschaft, Englische Literaturwissenschaft und Philosophie an der Universität Paderborn, wo er 1999 zu Robert Musils Der Mann ohne Eigenschaften mit summa cum laude promoviert wurde. 
Von 1999 bis 2002 arbeitete er als wissenschaftlicher Mitarbeiter am Forschungskolleg Medien und Kulturelle Kommunikation der Universitäten Aachen, Bonn, Köln. 2003 verbrachte er sieben Monate als Feodor-Lynen-Stipendiat an der University of California, Santa Barbara (UCSB) und Fellow am Interdisciplinary Humanities Center der UCSB. Ab 2003 war er als Juniorprofessor an der Universität Konstanz tätig, später als Research Fellow und Akademischer Rat. Hier gestaltete er den Studiengang Literatur – Kunst – Medien mit. Er integrierte dort die studentische Arbeitsgruppe Campus-TV 2004, die heute unter dem Titel media.lab arbeitet. Im Wintersemester 2014/15 und Sommersemester 2015 vertrat er die medienwissenschaftliche Professur von Erhard Schüttpelz an der Universität Siegen.

## Forschung
Kümmel-Schnur arbeitete zur Herkunft des Medienbegriffs, zur klassischen Moderne (1890–1930) und zur mathematischen Informationstheorie. Gemeinsam mit Erhard Schüttpelz schlug er den Begriff der Störung als fundamentales medientheoretisches Analyseinstrument vor. Ein weiteres Arbeitsfeld stellt der deutschsprachige Spiritismus im Besonderen und, daraus abgeleitet, Begriffe und Praktiken der Trance und Besessenheit dar. Ein Ergebnis dieser Auseinandersetzung ist die lecture performance NOISE SPIRITS, die Kümmel-Schnur gemeinsam mit Manuel Stettner für das Kingdom-of-Darkness-Festival des théâtre brut entwickelte. Ein weiterer Arbeitsschwerpunkt von Kümmel-Schnur stellt die Kultur- und Mediengeschichte technischer Apparate dar, unter anderem zur Geschichte der Bildtelegraphie und zur analogen Telefonie.

## Preise und Auszeichnungen
- 2008: Innovationspreis der Universität Bonn für die Ausstellung Nibelungen. Mythos – Kitsch – Kult
- 2007: Professor des Jahres, Zeitschrift Unicum Beruf (3. Platz, Kategorie Geisteswissenschaften)[9]
- 2000: Förderpreis der Universitätsgesellschaft Paderborn

## Publikationen

### Monographien
- Das MoE-Programm. Eine Studie über geistige Organisation. Fink, München 2001, ISBN 978-3-7705-3567-5.
- mit Anke Klaaßen: Der Wald kommt in die Stadt. Vorlesebuch. Verlag Regionalkultur, Ubstadt-Weiher 2024, ISBN 978-3-95505-455-7.

### Herausgeberschaften
- mit Thomas Kater: Der verweigerte Friede. Der Verlust der Friedensbildlichkeit in der Moderne. Donat, Bremen 2002, ISBN 3-934836-34-8.
- mit Erhard Schüttpelz: Signale der Störung. Fink, München 2002, ISBN 978-3-7705-3746-4.[10]
- mit Petra Löffler: Medientheorie 1888–1933. Texte und Kommentare. Anthologie. Suhrkamp, Frankfurt am Main 2002, ISBN 978-3-518-29204-4.
- mit Leander Scholz, Eckhard Schumacher: Einführung in die Geschichte der Medien. Fink, München 2004, ISBN 3-8252-2488-0.
- mit Dierk Spreen: Technik Magie Medium. Geister, die erscheinen. Sonderheft Ästhetik und Kommunikation, 4 (2004).
- mit Jens Schröter: Äther. Ein Medium der Moderne. Transcript, Bielefeld 2008, ISBN 3-8252-2488-0.
- Sympathy for the Devil. Fink, München 2009, ISBN 978-3-7705-4798-2.
- mit Christian Kassung: Bildtelegraphie. Eine Mediengeschichte in Patenten (1840–1930). Transcript, Bielefeld 2012, ISBN 978-3-8376-1225-7.
- mit Sibylle Mühleisen, Thomas S. Hoffmeister: Transfer in der Lehre. Zivilgesellschaftliches Engagement als Zumutung oder Chance für die Hochschulen? (= Bildungsforschung. Band 5). Transcript, Bielefeld 2020, ISBN 978-3-8376-5174-4.

### Ausstellungskataloge
- Nibelungen. Mythos, Kitsch, Kult. Sammelband, hrsg. zusammen mit Peter Glasner, Elmar Scheuren. Rheinlandia, Siegburg 2008, ISBN 3-938535-48-2.
- Zufallszwänge. Roboterbilder zwischen Kunst und Wissenschaft. Hg. mit Oliver Deussen und Patrick Tresset, Konstanz 2013.
- mit Stefan Borchardt: Experimentelle 18: 13.6. – 19.10.14. Hrsg.: Titus Koch. Förderverein für Kultur und Heimatgeschichte, Gottmadingen 2014, ISBN 978-3-9812692-4-6 (deutsch, französisch).